# Американский фоксхаунд
Американский фоксхаунд, или американская гончая, или американская лисья гончая, или американская паратая гончая (англ. american foxhound), — порода охотничьих собак, выведенная в Соединённых Штатах Америки и мало известная за их пределами. С 1966 является официальным символом штата Вирджиния. Используется для коллективной охоты на лис.

## История породы
Порода выведена в Вирджинии и Мэриленде в XVIII веке и является старейшей из американских пород гончих. За основу была взята свора английских фоксхаундов, привезённых из Англии селекционером Робертом Бруком в 1650 году. В дальнейшей несколько поколений его семьи работали над усовершенствованием и сохранением породы, для чего использовались различные виды гончих, включая ирландских и французских, а также керри-бигль.
В 1886 году порода была признана Американским клубом собаководства (AKC), в 1905 году — американским Объединённым клубом собаководства (UKC), а в 1979 году — Международной кинологической федерацией (FCI) и отнесена к группе гончих и родственных пород, секции гончих и подсекции гончих крупного размера.

## Внешний вид
Голова довольно длинная, в области затылка немного куполообразная. Переход ото лба к морде умеренно выраженный. Морда прямоугольной формы. Глаза широко расставленные, с характерным для гончей внимательным выражением. Уши длинные, висячие, закруглённые на концах, плотно прижатые к скулам.
Шея средней длины, сухая, без подвеса, при этом допускаются две небольшие симметричные складки под челюстью. Спина крепкая, с хорошо развитой мускулатурой. Грудь глубокая, умеренно широкая и длинная. Рёбра округлые, живот умеренно подобран. Хвост поставлен высоко, над спиной не закручен, на его нижней стороне образуется «щётка» из более жёстких волос.
Передние конечности прямые, с умеренно развитой мускулатурой, короткими и крепкими пястями. Бёдра и голени задних конечностей с хорошо развитой мускулатурой, и при беге обеспечивают мощный толчок.
Шерсть плотно прилегающая, гладкая, густая, средней длины. Допускается любой, типичный для гончих, окрас.
Высота в холке кобелей — от 56 до 63,5 см, сук — от 53 до 61 см. Вес кобелей — 29—32 кг, сук — 27—29 кг.

## Темперамент
Очень самостоятельная, выносливая, энергичная, но спокойная и дружелюбная собака, способная ладить практически со всеми, включая детей, других собак и даже кошек, однако на охоте её поведение становится воинственным. Может быть упрямой и стремиться к независимости, поэтому обучение требует определённого терпения. Обладает острым чутьём и отличается громким заливистым мелодичным лаем. В XVII веке этих собаки использовали для поиска индейцев. Позже они стали эффективными и неутомимыми охотниками на диких животных, таких как лиса и кабан. Американский фоксхаунд может обежать за целый день огромную территорию и вернуться домой полным энергии.

## Здоровье
Американский фоксхаунд считается достаточно здоровой породой, некоторые её представители иногда страдают от тромбоцитопатии, которая вызвана плохо функционирующими тромбоцитами и приводит к аномальному или чрезмерному кровотечению из мелких царапин. Среди генетических заболеваний наблюдаются перстневидно-глоточная дисфагия, гипотиреоз, глухота, аномалия Пельгера — Хюэта, гетерохромия, крипторхизм, врождённая диафрагмальная грыжа, дисплазия тазобедренного сустава, остеохондроз позвоночника.

## Содержание и уход
Для содержания в квартире американский фоксхаунд малопригоден, ему требуется большое количество физических упражнений, в противном случае собака становится вялой или способной к деструктивным действиям. Наилучшим образом подойдёт проживание в загородных условиях с обилием свободного пространства.
Фоксхаунду требуется регулярная чистка шерсти щёткой. Во избежание чрезмерного роста необходимо вовремя подрезать когти. Длинные висячие уши, имеющие тенденцию удерживать влагу, что создает идеальную среду для бактерий, должны постоянно проверяться на предмет накопления выделений и грязи. Также в регулярной чистке нуждаются зубы.